# Heudicourt (Somme)
Heudicourt (picardisch: Vidicourt) ist eine französische Gemeinde mit 521 Einwohnern (Stand 1. Januar 2022) im Département Somme in der Region Hauts-de-France im Norden von Frankreich. Die Gemeinde gehört zum Kanton Péronne.

## Geographie
Die Gemeinde liegt an den Départementsstraßen D58 (Teil des Systems der Chaussée Brunehaut) und D181 von Péronne Richtung Cambrai rund 3,5 km östlich von Fins und 4,5 km nordwestlich von Épehy im Vermandois. Zu Heudicourt gehört die nordöstlich außerhalb gelegene Ferme Révelon. Früher besaß die Gemeinde einen Bahnanschluss nach Épehy (Reste des Bahndamms in der IGN-Karte noch erkennbar).

## Einwohner
| 1962 | 1968 | 1975 | 1982 | 1990 | 1999 | 2006 | 2010 |
| ---- | ---- | ---- | ---- | ---- | ---- | ---- | ---- |
| 718  | 686  | 629  | 548  | 491  | 502  | 509  | 520  |

## Verwaltung
Bürgermeister (maire) ist seit 2001 Philippe Butez.

## Sehenswürdigkeiten
- Kirche Saint Rémi (20. Jahrhundert)
- britischer Soldatenfriedhof
- Ziegelei Houchet
- ehemalige Zuckerfabrik in Révelon
- ehemalige Weberei Belfort Légère
- Weberei Le Crin
- unterirdische Schutzbauten (muche; vgl. Naours)